# Ахмед аль-Джабер ас-Сабах
Ахмед I (Ахмед аль-Джабер ас-Сабах) (араб. أحمد الجابر الصباح‎; 1885 — 29 января 1950) — 10-й шейх Кувейта из династии Ас-Сабах (29 марта 1921 — 29 января 1950).

## Биография
Старший сын 8-го кувейтского шейха Джабера II (1915—1917).
В феврале 1921 года после смерти своего дяди Салема аль-Мубарака ас-Сабаха Ахмед был избран новым шейхом Кувейта. Его избрание произошло во время кувейтско-неджийского пограничного конфликта.
В ноябре 1922 года в Укайра была созвана конференция, которая определила границы Кувейта, Саудовской Аравии и Ирака. На конференции Саудовскую Аравию представлял лично король Абдель Азиз ибн Сауд, а Кувейт — британский майор Мур. Саудовская Аравия получила значительную часть кувейтских земель, полученных шейхами по договору 1913 года, кроме того, между Кувейтом и Саудовской Аравией была создана нейтральная зона. Чтобы сгладить недовольство кувейтцев, на следующий год при демаркации кувейтско-иракской границы Кувейту была отдана часть иракской земли.
Помимо политических проблем Ахмеду пришлось столкнуться и с экономическими трудностями. Великая депрессия 1930-х годов усугубилась повсеместным распространением искусственно выращенного жемчуга, а потому две основные статьи доходов Кувейта — транзитная торговля и ловля жемчуга — пришли в упадок. Некоторым кувейтским купцам удалось разбогатеть на контрабанде золота, но в целом экономическая ситуация в шейхстве оставляла желать лучшего.
Политические и экономические трудности повлекли за собой снижение уровня жизни кувейтцев и, как следствие, первые вспышки народного недовольства, причем не только среди малоимущих слоев населения, но и среди состоятельных граждан, обеспокоенных чрезмерным вмешательством Великобритании в жизнь государства. В середине 1930-х годов зародилось движение «младокувейтцев» — представителей интеллигенции, получивших образование за рубежом. Они требовали демократизации общественно-политической жизни, проведения социальных реформ и освобождения от колониальной зависимости. Одна часть из них выступала за присоединение к Ираку, который к этому времени обрел формальную независимость от Великобритании, а другая часть — Национальный блок — выступала за демократические реформы и независимость Кувейта. Опасаясь расширения движения за присоединение к Ираку, Ахмед был вынужден пойти на удовлетворение некоторых требований Национального блока.
В середине 1938 года был избран Законодательный совет — Меджлис, состоявший из 14 человек. Совет разработал новую Конституцию, призванную покончить с единоличной властью шейха и разорвать узы с Англией. Испугавшись предложенных Меджлисом новшеств, в декабре 1938 года Ахмед распустил его. Часть членов совета и представителей движения «младокувейтцев» была арестована, а часть — даже казнена. Это привело к многочисленным демонстрациям протеста. Чтобы ослабить напряжённость в обществе, в конце 1939 года Ахмед обнародовал собственную редакцию Конституции, провозглашавшей Кувейт «арабским государством под британским протекторатом» и предусматривавшей создание Консультативного совета с урезанными полномочиями. Во главе Совета встал сам шейх. Ключевые посты заняли четыре других члена семьи Ас-Сабах, а еще девять человек представляли прочие влиятельные купеческие семьи.
Кардинальный переворот в жизни страны произошел с началом промышленной добычи нефти. В принципе, о наличии нефти побережье Персидского залива было известно очень давно. Ещё в 1911 году «Англо-Першн Ойл Компани» (АПОК, предшественник «Бритиш Петролеум») обратилась к британскому резиденту с просьбой о возможности получения концессии в Кувейте, однако ввиду сложной политической обстановки в регионе получила отказ.
В 1920-х годах разгорелась борьбе между английской АПОК и американской «Истерн Галф Ойл Компани» за право на разработку нефти в Кувейте. Результатом этой борьбы стало создание в 1933 году совместной англо-американской «Кувейт Ойл Компани» (КОК), которая 23 декабря 1934 года получила монопольное право в течение 75 лет осуществлять разработку и добычу нефти в Кувейте.
В 1938 году было обнаружено крупнейшее месторождение в Бахре, но его разработка началась только после Второй мировой войны. Едва отгремели её последние залпы, как очень быстро были сооружены буровые вышки, трубопроводы и другие необходимые объекты, и в июне 1946 года началась промышленная добыча нефти. За год её объемы выросли почти в три раза: с 5900 тысяч баррелей до более 16 миллионов баррелей.
Кувейт на глазах стал превращаться в одну из богатейших стран мира. У членов правящей семьи ас-Сабах оказалось достаточно мудрости, чтобы настаивать на все большем участии представителей Кувейта в управлении нефтедобывающими компаниями, готовя почву для национализации отрасли, случившейся в 1976 году.
Из иных достижений шейха Ахмеда следует отметить заботу о здоровье граждан: в 1932 году была введена обязательная всеобщая вакцинация от оспы; в 1949 году на «нефтяные» деньги была построена крупная больница с современным оборудованием и выписанными из-за границы врачами. Для повышения образованности населения было открыто около двух десятков светских школ, преимущественно, частных, а к 1945 году уже существовала полноценная цепочка учреждений дошкольного, начального и среднего образования, причем в школах учились не только мальчики, но и девочки. В 1930 году была построена первая публичная библиотека Аль-Ахилия.
29 января 1950 года шейх Ахмед скончался во дворце Дасман в Эль-Кувейте.
Имел 15 жен, от брака с которыми у него было 10 сыновей, четверо из которых стали эмирами Кувейта и 19 дочерей.